# Facundo Cristos Taibo
Facundo Cristos Taibo (Morón, Provincia de Buenos Aires, Argentina; 28 de mayo de 1994) es un futbolista argentino. Se desempeña en la posición de Centrocampista y su equipo actual es FC Encamp de la Primera División de Andorra.

## Trayectoria
Realizó inferiores en Club Atlético Vélez Sarsfield y Club Atlético Defensores de Belgrano. En 2014 el jugador llega a Flandria, club donde juega hasta abril de 2015. En mayo de ese mismo año decide ir a probar suerte a Europa donde realizó la pretemporada en CF Fuenlabrada de la Segunda División B de España bajo la dirección técnica de Fernando Morientes, donde tuvo el buen visto futbolístico pero no logró adaptarse al plantel. En enero de 2016 ficha para el FC Encamp de la Primera División de Andorra, donde disputó partidos por la Lliga Grup Sant Eloi y Copa Constitució

## Clubes
| Club                             | País      | Año           |
| -------------------------------- | --------- | ------------- |
| Club Social y Deportivo Flandria | Argentina | 2014-2015     |
| FC Encamp                        | Andorra   | 2016-presente |